# 653 (szám)
A 653 (római számmal: DCLIII) egy természetes szám, prímszám.

## A szám a matematikában
A tízes számrendszerbeli 653-as a kettes számrendszerben 1010001101, a nyolcas számrendszerben 1215, a tizenhatos számrendszerben 28D alakban írható fel.
A 653 páratlan szám, prímszám. Kiegyensúlyozott prím. Normálalakban a 6,53 · 102 szorzattal írható fel.
A 653 négyzete 426 409, köbe 278 445 077, négyzetgyöke 25,55386, köbgyöke 8,67570, reciproka 0,0015314. A 653 egység sugarú kör kerülete 4102,92001 egység, területe 1 339 603,382 területegység; a 653 egység sugarú gömb térfogata 1 166 348 011,1 térfogategység.
A 653 helyen az Euler-függvény helyettesítési értéke 652, a Möbius-függvényé −1.